# Sven Thorgren
Sven Thorgren (Sollentuna, 4 ottobre 1994) è uno snowboarder svedese.

## Biografia
Specializzato in big air e slopestyle, Sven Thorgren ha esordito a livello internazionale il 30 ottobre 2010 direttamente in Coppa del Mondo, classificandosi 16⁰ nel big air di Londra. Il 16 marzo  2013 ha ottenuto il primo podio nel massimo circuito, arrivando 3⁰ nel big air di Špindlerův Mlýn, e la prima vittoria il 24 novembre 2018 nella medesima disciplina a Pechino.
In carriera ha preso parte a due edizioni dei Giochi olimpici invernali e a sei dei Campionati mondiali di snowboard, senza mai salire sul podio.

## Palmarès

### Winter X Games
- 8 medaglie:
  - 1 oro (slopestyle a Hafjell 2017)
  - 2 argenti (big air a Fornebu 2019; big air ad Aspen 2021)
  - 5 bronzi (slopestyle ad Aspen 2015; slopestyle ad Aspen 2022; big air ad Aspen 2019; big air e rail jam ad Aspen 2020)

### Coppa del Mondo
- Miglior piazzamento in classifica generale: 5° nel 2021
- Miglior piazzamento nella Coppa del Mondo di big air: 2° nel 2021
- Miglior piazzamento nella Coppa del Mondo di slopestyle: 2° nel 2013
- 7 podi:
  - 1 vittoria
  - 2 secondi posti
  - 4 terzi posti

#### Coppa del Mondo - vittorie
| Data             | Località | Paese | Specialità |
| ---------------- | -------- | ----- | ---------- |
| 24 novembre 2018 | Pechino  | Cina  | BA         |

Legenda:

BA = big air